# National Film Awards
Los National Film Awards (Premios Nacionales de Cine en español) son las entregas de premios de cine más prominentes en India. Establecida en 1954, ha sido administrada, junto con el Festival Internacional de Cine de la India y el Indian Paranoma, por la Dirección de Festivales de Cine del Gobierno de la India desde 1973.
Cada año, un panel nacional designado por el gobierno selecciona a los ganadores, y la ceremonia de entrega de premios se lleva a cabo en Nueva Delhi, donde el Presidente de la India entrega los premios. Esto es seguido por la inauguración del Festival Nacional de Cine, donde las películas premiadas se proyectan para el público. Declarados para películas producidas en el año anterior en todo el país, tienen la distinción de otorgar méritos a lo mejor del cine indio en general, así como la entrega de premios a las mejores películas en cada región e idioma del país. Debido a la escala nacional de los National Film Awards, se considera el equivalente indio de los Premios Óscar.

## Premios

### Premio a la trayectoria
- Dadasaheb Phalke Award

### Premios de películas

#### Golden Lotus Award
Nombre oficial: Swarna Kamal
- Mejor película
- Mejor director
- Mejor película de entretenimiento
- Mejor película infantil
- Mejor debut de un director en película
- Mejor película animada

#### Silver Lotus Award
Nombre oficial: Rajat Kamal
- Mejor actor
- Mejor actriz
- Mejor actor de reparto
- Mejor actriz de reparto
- Mejor artista infantil
- Mejor dirección musical
- Mejor cantante de playback masculino
- Mejor cantante de playback femenino
- Mejor letra
- Mejor dirección de arte
- Mejor audiografía
- Mejor coreografía
- Mejor fotografía
- Mejor diseño de vestuario
- Mejo edición
- Mejor maquillaje
- Mejor guion
- Mejores efectos visuales
- Premio Especial del Jurado
- Mención especial

- Mejor película sobre conservación/preservación
- Mejor película de bienestar familiar
- Mejor película de integración nacional
- Mejor película de temas sociales

Mejor película en cada uno de los idiomas especificados en el octavo calendario de la Constitución de India:
- Mejor película en asamés
- Mejor película en bengalí
- Mejor película en bodo
- Mejor película en dogri
- Mejor película en hindi
- Mejor película en guyaratí
- Mejor película en canarés
- Mejor película en cachemir
- Mejor película en konkani
- Mejor película en malabar
- BMejor película en manipurí
- Mejor película en maratí
- Mejor película en oriya
- Mejor película en panyabí
- Mejor película en tamil
- Mejor película en télugu
- Mejor película en urdu

Mejor película en idiomas distintos a los especificados en el octavo calendario de la Constitución de India:
- Mejor película en bhoshpuri
- Mejor película en inglés
- Mejor película en khasi
- Mejor película en kodava
- Mejor película en kokborok
- Mejor película en monba
- Mejor película en tulu

#### Premios descontinuados
- Segunda mejor película
- Tercera mejor película
- Mejor historia

### Premios para documentales

#### Golden Lotus Award
Nombre oficial: Swarna Kamal
- Mejor documental
- Mejor director

#### Silver Lotus Award
Nombre oficial: Rajat Kamal
- Mejor debut de un director
- Mejor audiografía
- Mejor fotografía
- Premio Especial del Jurado/Mención especial
- Mejor edición
- Mejor dirección musical
- Mejor narración

- Mejor película de agricultura
- Mejor documental animado
- Mejor película antropológica/etnográfica
- Mejor película de artes/cultural
- Mejor película biográfica
- Mejor película educativa/motivacional/instructiva
- Mejor película de medio ambiente/conservación/preservación
- Mejor película de exploración/aventura
- Mejor película de bienestar familiar
- Mejor película de reconstrucción histórica/compilación
- Mejor película de investigación
- Mejor película promocional
- Mejor película científica
- Mejor cortometraje de ficción
- Mejor documental en temas sociales

#### Premios descontinuados
- Mejor película experimental
- Mejor filmina
- Mejor película industrial
- Mejor reseña de noticias
- Mejor camarógrafo de noticiero

### Libros de cine

#### Golden Lotus Award
Nombre oficial: Swarna Kamal
- Mejor libro de cine
- Mejor crítica de cine

### Otras lecturas
- Matthew, K.M. (2006), Manorama Yearbook 2006 (en inglés), Malayala Manorama, India, ISBN 81-89004-07-7.